# Memleket Spor Kulübü (pallavolo maschile)
Il Memleket Spor Kulübü fu una società pallavolistica turca, con sede a Şanlıurfa; faceva parte della società polisportiva Memleket Spor Kulübü.

## Storia
La squadra di pallavolo maschile del Memleket Spor Kulübü viene fondata nel 2016, quando il club acquista i diritti di partecipazione alla Efeler Ligi dal neopromosso Adana Toros. Fa quindi il suo esordio in massima divisione nella stagione 2016-17, chiudendo al dodicesimo e ultimo posto, retrocedendo immediatamente; partecipa inoltre alla Coppa di Turchia, eliminato ai quarti di finale. Dopo un solo anno di inattività, il club cessa di esistere.